# Викрадення чародія (фільм, 1981)
«Викрадення чародія» (рос. «Похищение чародея») — радянський двосерійний телефільм 1981 року, режисера Гліба Селянина. Перша екранізація однойменного роману Кира Буличова.

## Сюжет
Дія відбувається в Білорусі у 1980 році і в давньоруському містечку Замошьє у 1215 році.
Майбутня аспірантка Анна приїжджає в рідне село, де хоче оселитися в будинку своєї тітоньки. Вона йде по воду, а повернувшись виявляє в будинку двох незнайомців. Вони стверджують, що господиня цього будинку вчора здала їм його на два тижні. Анна наполягає на тому, що цього не може бути, тому що вона вчора проводила тітку в Крим. Один з незнайомців пропонує їй 1000 рублів як грошову компенсацію. Анна відповідає, що вона стільки отримує за півроку роботи і пропонує звернутися до сільських бабусь. Незнайомець пропонує їй 2000 рублів і уточнює, що їх влаштує лише цей будинок. Анна відмовляється. Тоді незнайомець пропонує відкласти рішення до ранку.
Вранці Анна бачить, як Валент (як назвав його той незнайомець, який пропонував Анні гроші) копається в валізі. Побачивши Анну він поспішно зачинив валізу. Потім з'являється другий незнайомець, і Анна каже, що йде на річку. Анна виходить з дому, і біля входу її кличе, незрозуміло як він з'явився перед будинком, другий незнайомець. Він дає Анні лист від тітоньки. При цьому він запевняє, що отримав лист тільки вранці. Анна сумнівається в достовірності листа і відмовляється покинути будинок. Кін Володимирович (як називає незнайомця в листі тітонька) продовжує наполягати, намагаючись пояснити, що їхня робота не терпить зволікань. Анна відмовляється і вимагає пояснити їй, чим вони збираються займатися. Кін Володимирович наполягає, що якщо вона переїде, всім буде краще. Анна відмовляється і йде на річку. Обернувшись, вона бачить, що Кін безслідно зник.
Анна сидить у води. До неї підходить Кін і каже, що готовий їй пояснити чому їм потрібен будинок. Виявляється, що незнайомці потрапили в XX століття з майбутнього, з XXVIII століття, за допомогою машини часу. Тут їх проміжна зупинка, і їм необхідно відправитися далі, в XIII століття, щоб знайти там якогось боярина Романа, який проживав в той час в цих краях, і забрати його з собою в майбутнє. З їх точки зору він геній, а на думку його сучасників — алхімік і чаклун. Мимоволі Анна виявляється залученою в дивовижну і небезпечну пригоду…

## У ролях
- Наталія Данилова —  Анна Іванкевич (майбутня аспірантка з Мінська), Магда (литовська княжна, родичка князя Вітольда)
- Юрій Демич —  Кін Володимирович
- Віталій Юшков —  Валент
- Володимир Особик —  Акіплеша
- Іван Краско —  боярин Роман, чарівник
- Анатолій Шведерський —  ландмейстер Фрідріх фон Кокенгаузен
- Олександр Романцов —  Готфрід фон Гольм
- Йосип Конопацький —  єпископ Альберт
- Анатолій Абрамов —  дід Геннадій
- Анатолій Слясський —  князь В'ячеслав
- Валерій Караваєв —  Мажей
- Олена Рахленко —  тітка князівни Магди

## Знімальна група
- Сценарій і постановка: Гліб Селянин
- Головний оператор: Юрій Соколов
- Оператори: Олександр Дегтярьов і Олександр Нікольський
- Майстер по світлу: Донат Миронов
- Художник-постановник: Леонід Пережигін
- Художник по костюмах: Інна Виноградова
- Композитор:  Ігор Цвєтков